# جان گراتی
جان گراتی (به انگلیسی: John Geraghty) یک تنیس‌باز حرفه‌ای آمریکایی است.

## زندگی‌نامه
گراتی که در هیالیا، فلوریدا بزرگ شده بود، اندام کوچکی داشت و بیشتر به خاطر ظرافت شناخته می‌شد تا ضربه زدن با قدرت.
پس از دو سال حضور در ایالت آپالاچی، گراتی برای دانشگاه میامی تنیس بازی کرد و در سال ۱۹۷۷ با جان ایگلتون در مرحله یک چهارم نهایی NCAA مسابقه داد و افتخار قهرمانی در تمام آمریکایی را به دست آورد. او در سال ۱۹۷۸ کاپیتان تیم بود
گراتی در تورهای حرفه‌ای شامل تنیس ویمبلدون و تنیس آزاد آمریکا حضور داشته‌است.